# 크메르족
크메르인(Khmer, 크메르어: ជនជាតិខ្មែរ 또는 ខ្មែរ, /kʰmaːe/)은 캄보디아의 민족으로, 약 1,700만 명의 캄보디아 인구 중 대부분인 95% 이상을 차지한다. 이들은 몬크메르어족에 속한 크메르어를 모어로 말한다. 대부분 상좌부 불교 신자인데, 그 문화에는 불교와 힌두교, 애니미즘, 조상 숭배가 혼합된 영향을 남기고 있다. 캄보디아 밖에도 태국의 인접 지대와 베트남의 메콩강 삼각주 지역에 상당수의 크메르족 인구가 있는데, 태국의 크메르족은 북크메르족, 베트남의 크메르족은 크메르 크롬이라고 부른다. 오늘날에는 미국, 프랑스, 오스트레일리아 등에 크메르인 디아스포라가 형성되어 있다.

## 역사

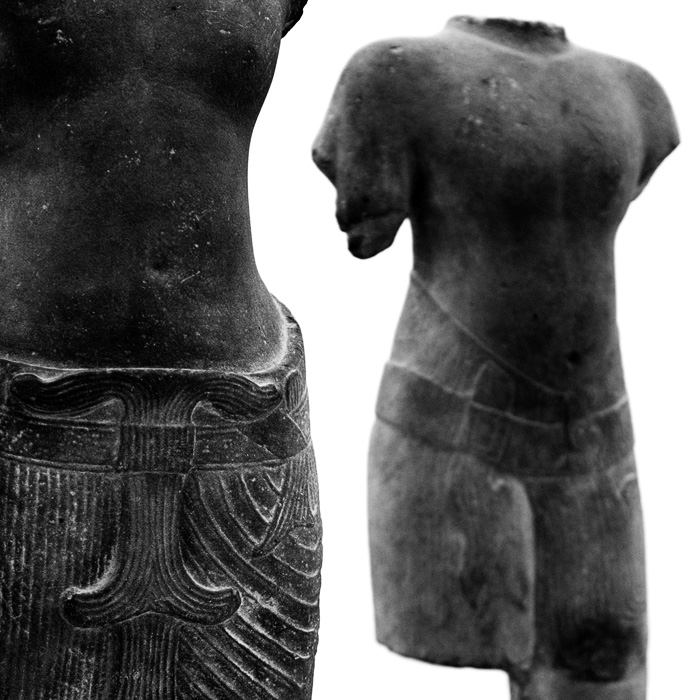
크메르 예술품, Museum Insel Hombroich, 독일

북쪽에서 동남아시아의 주요 지역으로 이주는 선사 시대 때부터 시작되었다. 대부분의 학자들은 원래 오스트로아시아어족이 살고 있었던 많은 지역에 거주하고 있는 타이족보다 훨씬 빠른 적어도 3000년 전에 왔을거라고 믿는다. 동남아시아로 이주한 이유에 대해서는 논란이 많지만, 학자들은 중국티베트족이 북쪽에서 침공을 함으로써 밀려내려왔을 거라고 믿는다. 중국의 오스트로아시아어에서 발견되는 어휘나 주요한 강을 따라 이주한 경로를 보면 농경 목적 등으로 침입을 했을 것이라고 여겨진다. 크메르족은 보다 먼 서쪽의 몽족과 관련이 깊은 민족이다.
동남아시아에 정착한 이후, 크메르인들의 역사는 캄보디아의 역사와 병행된다. 퓨족과 몽족과 같은 다른 동남아시아의 민족들처럼 크메르족도 인도의 무역과 학문에 영향을 받았으며, 그들의 종교와 과학, 문화를 수용하고 그들의 언어를 빌어왔다. 그들은 시바트 베다 라자와 수미산으로서의 거대한 사원의 개념을 인지하였다. 비록 크메르 왕국은 멸망하고 없어졌지만 그들이 세운 사원 양식은 아직도 잘 보존되어 있다.

## 지리와 민족

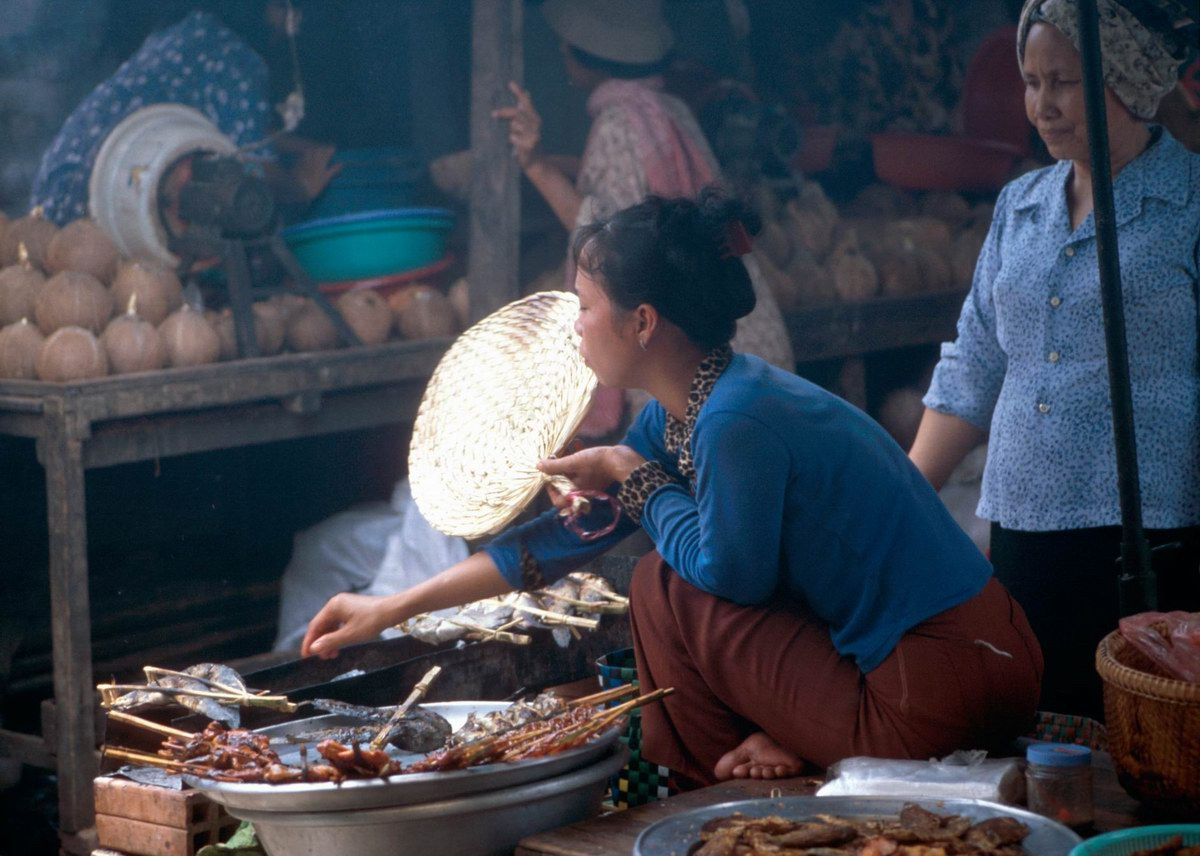
시장의 크메르 여인

현존하는 크메르인들의 다수는 캄보디아에 살고 있으며, 그중 90%가 크메르인들이다. 또한 태국이나 베트남 출생의 크메르인들도 있다. 약 1백만명 이상이 있으며, 대부분 태국의 수린, 부리람, 스리사켓 지방에 거주하고 있다. 베트남의 크메르인인 크메르 크롬은 베트남 정부의 통계로 110만 정도에서 7백만 가량으로 예상이 된다.
캄보디아 내전으로 인해, 수백만명의 크메르인이 학살되었고, 수천명의 사람들이 지금은 미국이나 캐나다, 오스트레일리아, 프랑스 등지에도 살고 있다.

## 문화와 사회

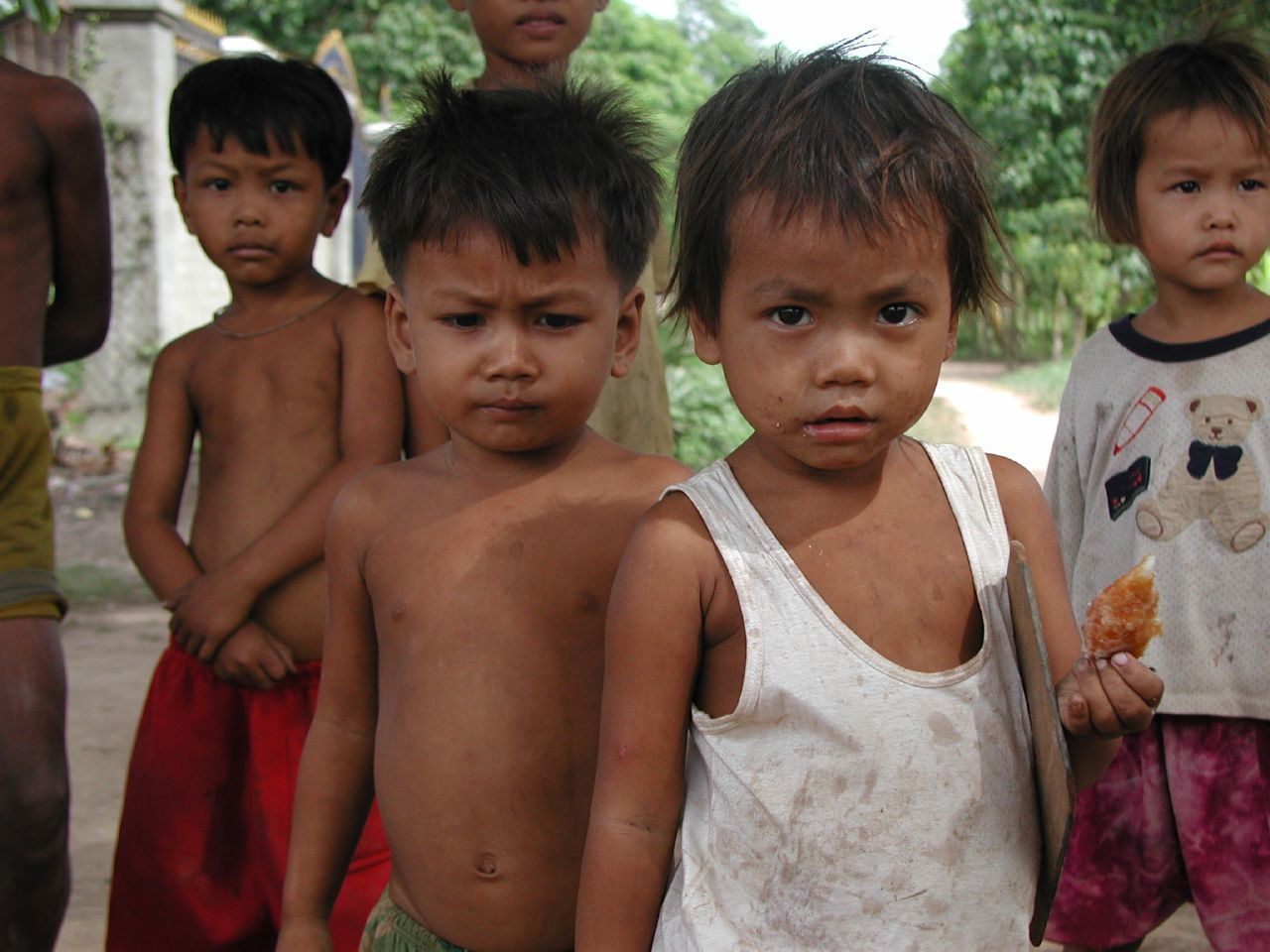
크메르 아이들

크메르 민족의 문화는 지역을 따라 꽤 동질적으로 나타난다. 지역 방언이 존재하기는 하지만, 서로 알아들을 수 있을 정도이며, 표준 크메르어는 국가의 수도인 프놈펜에서 말해지는 것을 중심으로 설정된다. 현재의 크메르어는 근대 프랑스어와 베트남어에 많은 영향을 받았지만, 바탐방에서 말해지는 말은 대다수의 인구가 말하는 크메르어보다 더 대표성을 가질만큼 고어에 가깝다. 캄보디아인들이 크메르 수린으로 부르는 태국이나 크메르 크롬들이 말하는 북 크메르어 방언이나 서크메르어 또는 카다몸 산악지역에서 말해지는 카다몸 크메르어 등이 방언으로 존재한다.

## 같이 보기
- 크메르 크롬
- 크메르 수린
- 크메르어
- 베트남의 민족